# Reprezentacja Bahrajnu U-17 w piłce nożnej mężczyzn
Reprezentacja Bahrajnu U-17 w piłce nożnej – młodzieżowa reprezentacja Bahrajnu do lat 17 sterowana przez Bahrain Football Association. Drużyna bierze udział w odbywających się co dwa lata Mistrzostwach Azji U-16, przez które może zakwalifikować się na Mistrzostwa świata U-17.

## Sukcesy

### MŚ U-17
- 4 miejsce (1×): 1989

### MA U-16
- 2 miejsce (1×): 1988
- 3 miejsce (2×): 1996, 1998
- 4 miejsce (1×): 1994

## Występy na MA U-16
Uwaga: W latach 1992–2006 rozgrywano Mistrzostwa Azji U-17
| Rok  | Etap            |
| ---- | --------------- |
| 1985 | Eliminacje      |
| 1986 | Faza grupowa    |
| 1988 | 2 miejsce       |
| 1990 | Eliminacje      |
| 1992 | Faza grupowa    |
| 1994 | 4 miejsce       |
| 1996 | 3 miejsce       |
| 1998 | 3 miejsce       |
| 2000 | Eliminacje      |
| 2002 | Eliminacje      |
| 2004 | Eliminacje      |
| 2006 | Eliminacje      |
| 2008 | Faza grupowa    |
| 2010 | Eliminacje      |
| 2012 | Eliminacje      |
| 2014 | Eliminacje      |
| 2016 | Eliminacje      |
| 2018 | Eliminacje      |
| 2020 | Zakwalifikowany |

## Występy na MŚ U-17
Uwaga: W latach 1985–1989 rozgrywano Mistrzostwa świata U-16
| Rok  | Etap                   | Poz.                   | Roz.                   | Z                      | R                      | P                      | BZ                     | BS                     | RB                     |
| ---- | ---------------------- | ---------------------- | ---------------------- | ---------------------- | ---------------------- | ---------------------- | ---------------------- | ---------------------- | ---------------------- |
| 1985 | Nie zakwalifikował się | Nie zakwalifikował się | Nie zakwalifikował się | Nie zakwalifikował się | Nie zakwalifikował się | Nie zakwalifikował się | Nie zakwalifikował się | Nie zakwalifikował się | Nie zakwalifikował się |
| 1987 | Nie zakwalifikował się | Nie zakwalifikował się | Nie zakwalifikował się | Nie zakwalifikował się | Nie zakwalifikował się | Nie zakwalifikował się | Nie zakwalifikował się | Nie zakwalifikował się | Nie zakwalifikował się |
| 1989 | Półfinał               | –                      | 5                      | 3                      | 1                      | 1                      | 5                      | 2                      | 3                      |
| 1991 | Nie zakwalifikował się | Nie zakwalifikował się | Nie zakwalifikował się | Nie zakwalifikował się | Nie zakwalifikował się | Nie zakwalifikował się | Nie zakwalifikował się | Nie zakwalifikował się | Nie zakwalifikował się |
| 1993 | Nie zakwalifikował się | Nie zakwalifikował się | Nie zakwalifikował się | Nie zakwalifikował się | Nie zakwalifikował się | Nie zakwalifikował się | Nie zakwalifikował się | Nie zakwalifikował się | Nie zakwalifikował się |
| 1995 | Nie zakwalifikował się | Nie zakwalifikował się | Nie zakwalifikował się | Nie zakwalifikował się | Nie zakwalifikował się | Nie zakwalifikował się | Nie zakwalifikował się | Nie zakwalifikował się | Nie zakwalifikował się |
| 1997 | Faza grupowa           | 3.                     | 3                      | 1                      | 0                      | 2                      | 4                      | 8                      | –4                     |
| 1999 | Nie zakwalifikował się | Nie zakwalifikował się | Nie zakwalifikował się | Nie zakwalifikował się | Nie zakwalifikował się | Nie zakwalifikował się | Nie zakwalifikował się | Nie zakwalifikował się | Nie zakwalifikował się |
| 2001 | Nie zakwalifikował się | Nie zakwalifikował się | Nie zakwalifikował się | Nie zakwalifikował się | Nie zakwalifikował się | Nie zakwalifikował się | Nie zakwalifikował się | Nie zakwalifikował się | Nie zakwalifikował się |
| 2003 | Nie zakwalifikował się | Nie zakwalifikował się | Nie zakwalifikował się | Nie zakwalifikował się | Nie zakwalifikował się | Nie zakwalifikował się | Nie zakwalifikował się | Nie zakwalifikował się | Nie zakwalifikował się |
| 2005 | Nie zakwalifikował się | Nie zakwalifikował się | Nie zakwalifikował się | Nie zakwalifikował się | Nie zakwalifikował się | Nie zakwalifikował się | Nie zakwalifikował się | Nie zakwalifikował się | Nie zakwalifikował się |
| 2007 | Nie zakwalifikował się | Nie zakwalifikował się | Nie zakwalifikował się | Nie zakwalifikował się | Nie zakwalifikował się | Nie zakwalifikował się | Nie zakwalifikował się | Nie zakwalifikował się | Nie zakwalifikował się |
| 2009 | Nie zakwalifikował się | Nie zakwalifikował się | Nie zakwalifikował się | Nie zakwalifikował się | Nie zakwalifikował się | Nie zakwalifikował się | Nie zakwalifikował się | Nie zakwalifikował się | Nie zakwalifikował się |
| 2011 | Nie zakwalifikował się | Nie zakwalifikował się | Nie zakwalifikował się | Nie zakwalifikował się | Nie zakwalifikował się | Nie zakwalifikował się | Nie zakwalifikował się | Nie zakwalifikował się | Nie zakwalifikował się |
| 2013 | Nie zakwalifikował się | Nie zakwalifikował się | Nie zakwalifikował się | Nie zakwalifikował się | Nie zakwalifikował się | Nie zakwalifikował się | Nie zakwalifikował się | Nie zakwalifikował się | Nie zakwalifikował się |
| 2015 | Nie zakwalifikował się | Nie zakwalifikował się | Nie zakwalifikował się | Nie zakwalifikował się | Nie zakwalifikował się | Nie zakwalifikował się | Nie zakwalifikował się | Nie zakwalifikował się | Nie zakwalifikował się |
| 2017 | Nie zakwalifikował się | Nie zakwalifikował się | Nie zakwalifikował się | Nie zakwalifikował się | Nie zakwalifikował się | Nie zakwalifikował się | Nie zakwalifikował się | Nie zakwalifikował się | Nie zakwalifikował się |
| 2019 | Nie zakwalifikował się | Nie zakwalifikował się | Nie zakwalifikował się | Nie zakwalifikował się | Nie zakwalifikował się | Nie zakwalifikował się | Nie zakwalifikował się | Nie zakwalifikował się | Nie zakwalifikował się |